# ジェームズ・トービン
ジェームズ・トービン（James Tobin、1918年3月5日 - 2002年3月11日）は、アメリカ合衆国の経済学者。
ジョン・メイナード・ケインズの考えを支持し、マネタリストと財政・金融政策で論争している。また、投資や金融市場に関する研究でも業績を残し、投機的な通貨取引に課税するトービン税や、会社の資産と市場での評価を測る指標として知られるトービンのq理論で知られる。

## 経歴
- 1918年　父Louis Michael Tobinと母Margaret Edgerton Tobinの間にイリノイ州シャンペン市に生まれる。
- イリノイ大学付属高校で学ぶ。
- 1935年　ハーバード大学入学。
- 1936年　出版されたばかりの『一般理論』を、大学院生でチューターであったスペンサー・ポラード（労働経済学）と一緒に読んだ。
- 1939年　ハーバード大学卒業（学士号）。
- 1940年　MA（修士号）。
- 4年間海軍で勤務後、ハーバード大学に戻る。
- 1947年　Ph.D.（博士号）。
- 1947年　ハーバード大学のSociety of Fellows（3年間）に選ばれ、ジュニア・フェローとなる。
- 1950年　エール大学（イェール大学）の准教授となる。
- 1955年　エール大学教授となる。
- 1955年　ジョン・ベイツ・クラーク賞（ジョン・ベイツ・クラーク・メダル）受賞。
- 1955年　生涯の研究の場であるコウルズ財団（コウルズ委員会）が、それまでのシカゴ大学からエール大学に移り、地位を高めることとなった。
- 1957年　エール大学で格の高いスターリング・プロフェッサーとなる。
- 1961年〜1962年　ジョン・F・ケネディ大統領の下で大統領経済諮問委員会委員を務める。
- 1971年　アメリカ経済学会会長。
- 1981年　ノーベル経済学賞を受賞[注釈 1]。
- 1988年　70歳で定年退職。名誉教授。
- 2002年　コネチカット州ニューヘブンで死去（84歳）

## 日本語訳著書
- 『国民のための経済政策』、間野英雄・海老沢道進・小林桂吉訳、東洋経済新報社、1967年
- 『インフレと失業の選択――ニュー・エコノミストの反証と提言』（ダイヤモンド現代選書）、矢島釣次・篠塚慎吾訳、ダイヤモンド社、1976年
- 『マクロ経済学の再検討――国債累積と合理的期待』、浜田宏一・藪下史郎訳、日本経済新聞出版社、1981年
- 『国際マクロ経済学――国際的不均衡下の経済政策』、高中公男編訳、勁草出版サービスセンター、1990年
- 『トービン　金融論』、藪下史郎・蟻川靖浩・大阿久博訳、東洋経済新報社、2003年

## 学術論文
- Tobin, James (1941). “A note on the money wage problem”. Quarterly Journal of Economics 55 (3):  508-516. doi:10.2307/1885642. JSTOR 1885642.
- Tobin, James (1955). “A Dynamic Aggregative Model”. Journal of Political Economy 63.2 (2):  103-15. doi:10.1086/257652.
- Tobin, James (1956).  "The Interest-Elasticity of Transactions Demand for Cash," Review of Economics and Statistics, 38(3), pp 241–247.[リンク切れ]
- Tobin, James (1958a). “Estimation of relationships for limited dependent variables”. Econometrica (The Econometric Society) 26 (1):  24-36. doi:10.2307/1907382. JSTOR 1907382
- Tobin, James (1958b). “Liquidity Preference as Behavior Towards Risk” (PDF). Review of Economic Studies 25.1:  65-86 2015年8月10日閲覧。.
- Tobin, James (1961).  "Money, Capital, and Other Stores of Value,"  American Economic Review, 51(2), pp. 26–37. Reprinted in Tobin, 1987, Essays in Economics, v. 1, pp. 217–27. MIT Press.
- Tobin, James (1969). “A General Equilibrium Approach to Monetary Theory”. Journal of Money, Credit, and Banking 1.1 (1):  15-29.
- Tobin, James (1970).   "Money and Income: Post Hoc Ergo Propter Hoc?" Quarterly Journal of Economics, 84(2), pp. 301–317.
- Tobin, James and William C. Brainard (1977a). "Asset Markets and the Cost of Capital". In Richard Nelson and Bela Balassa, eds., Economic Progress: Private Values and Public Policy (Essays in Honor of William Fellner), Amsterdam: North-Holland, 235-62.
- Tobin, James (1977b). “How Dead is Keynes?”. Economic Inquiry XV (4):  459-468.
- Tobin, James (1992).  “money,”  The New Palgrave Dictionary of Finance and Money, v. 2, pp. 770–79 & in The New Palgrave Dictionary of Economics. 2008, 2nd Edition. Table of Contents and Abstract. Reprinted in Tobin (1996), Essays in Economics, v. 4, pp. 139–63. MIT Press.
- Tobin, James, Essays in Economics,  MIT Press:
v. 1 (1987), Macroeconomics. Scroll to chapter-preview links.
v. 2 Consumption and Economics. Description.
v. 3 (1987).  Theory and Policy (in 1989 paperback as Policies for Prosperity: Essays in a Keynesian Mode). Description and links.
v. 4 (1996). National and International.  Links.
- Tobin, James, with Stephen S. Golub (1998).  Money, Credit, and Capital. Irwin/McGraw-Hill. TOC.
- Tobin, James (2008). "Monetary Policy". In David R. Henderson (ed.). Concise Encyclopedia of Economics (2nd ed.). Indianapolis: Library of Economics and Liberty. ISBN 978-0865976658. OCLC 237794267。